# Jesse L. Lasky
Jesse Louis Lasky (São Francisco, 13 de setembro de 1880 – 13 de janeiro de 1958) foi um produtor cinematográfico pioneiro de Hollywood. Foi co-fundador da Paramount Pictures junto a Adolph Zukor, e pai do roteirista Jesse L. Lasky Jr..